# Португальское завоевание Гоа
Португальское завоевание Гоа произошло в 1510 году в ходе экспедиции португальского адмирала Афонсу де Албукерке. Албукерке имел приказ захватить только Ормуз, Аден и Малакку, поэтому Гоа он завоевал по личной инициативе. На тот момент город формально принадлежал князьям Декана, но там стояла армия Юсуфа Адил-шаха — будущего основателя Биджапурского султаната. Адиль-Шах был фактически независим. Гарнизон города в 1510 году насчитывал 400 солдат.

## Предыстория
В 1488 году португальцы обогнули Мыс Доброй Надежды, а в 1497 Васко да Гама проложил путь к Индии. В 1501 году был открыт Мадагаскар, а в 1507 году — остров Маврикий. Одновременно были посещены Сокотра и Цейлон. В 1505 году Франсишку де Алмейда был назначен первым вице-королём Индии. Португальцам удалось установить контакты с Малаккским султанатом.
Проникновение португальцев в Индийский океан подрывало арабскую торговлю пряностями. Арабы объединились с мамлюкским Египтом и в 1505 году египетский султан Кансух аль-Гаури организовал морскую экспедицию против португальцев. В том же году в индийском океане появилась Седьмая Португальская Индийская Армада, а в 1506 году — флот адмирала Албукерке. В марте 1506 года в битве при Каннуре португальцы разгромили объединённый флот мамлюков, Гуджарата и Каликута. Через год португальцы были разбиты в сражении при Чауле, но в 1509 им снова удалось одержать победу в сражении при Диу. В ходе этой войны португальцы обрели союзников в лице индийских вождей, враждовавших с мусульманскими султанатами.
Албукерки напал на Гоа по просьбе местного князя Тиммарусу, некогда изгнанного из Гоа. Он сообщил Албукерке о желании местного индуистского населения освободиться от власти мусульман.
Город Гоа первоначально принадлежал индуистским династиям, но затем был захвачен мусульманами. В 1367 году он был захвачен империей Виджаянагар, а в 1440 стал независимым и был перенесен на новое место. В 1470 году он был захвачен султаном Деккана из династии Бахмани. В 1481 году армия Виджаянагара предприняла неудачную попытку отбить город. К 1510 году город формально находился под властью династии Бахмани, но реально территорией Биджапура (с 1510 года — султаната) правил Юсуф Адиль-Шах.
13 февраля Албукерке собрал совет капитанов, который постановил идти на Гоа. 28 февраля португальский флот вошёл в устье реки Мандави.

## Завоевание Гоа
Адиль-Шах в тот момент отсутствовал, хотя Тиммарусу сообщил португальцам, что он умер. Город был обнесён стенами и имел 5 ворот под сильной охраной. Устье реки Мандави было перекрыто заграждениями. Однако гарнизон был сильно деморализован слухами, которые распространяли индуистские йоги: о том, что Гоа будет неизбежно захвачен чужеземцами. Албукерке отправил отряд к форту Панджим и взял его без сопротивления. После этого мусульмане покинули Гоа. 17 февраля Албукерки торжественно вступил в город, жители вручили ему ключи, и он назначил своего адмирала Антониу де Норонье правителем города. В Гоа было захвачено много продовольствия, вооружения, пороха, и множество кораблей.
Вскоре Адиль-Шах вернулся с армией в 60 000 человек. Капитаны предложили эвакуировать город, но Албукерки отказался. Адиль-Шах первоначально вступил в переговоры с португальцами, предлагая им в обмен любой другой город. Португальцы отказали, и 17 мая Адиль-Шах подошёл к Гоа. Выяснилось, что Гоа защитить невозможно, и Албукерки увел своих людей на корабли (30 мая), сжёг арсенал города и казнил 150 мусульманских пленных. Однако флот не смог выйти в море из-за погодных условий и был вынужден почти три месяца простоять в бухте, в опасной близости от орудий форта Панджим. Постепенно подходило к концу продовольствие. Адиль-Шах предложил снабдить португальцев продовольствием, объясняя это тем, что желает победить силой оружия, а не голодом. (На тот момент в Индии существовал обычай помогать врагам припасами.) Альбукерке ответил, что примет помощь только в будущем, когда они с Адиль-Шахом будут друзьями.
Только 15 августа Албукерке смог покинуть бухту и почти сразу встретил 4 португальских корабля, которыми командовал Диого Мендес де Васконселлос. Португальцы сделали остановку на острове Анджедип, а затем ушли в Хановар, где Албукерке встретился с Тиммарусу, флот которого покинул Гоа ранее португальцев. Тиммарусу сообщил, что Адиль-Шах покинул Гоа и предложил повторить атаку. Из Хановара Альбукерке отправился в Кананур, где к нему присоединились корабли Гонсалу ди Секейры и Жуана Серрана, и теперь Албукерке мог рассчитывать на 14 кораблей и 1500 бойцов. Этот флот вернулся в Хановар, где Албукерке присутствовал на свадьбе Тиммарусу и дочери раджи Герсоппы. Тиммарусу снова настаивал на захвате Гоа, ссылаясь на то, что Адиль-Шах ушёл далеко вглубь континента, оставив в Гоа 4 000 солдат (турок и персов) и предлагая помощь свою и раджи Герсоппы. В итоге в середине ноября Албукерки снова отправился в Гоа.
Он привел с собой 34 корабля, 1500 португальцев и 300 малабарцев.
25 ноября, в день Святой Екатерины, Гоа был атакован тремя колоннами. Город был взят в тот же день, после ожесточённого боя. Албукерке поклялся построить в городе собор Святой Екатерины в честь этой победы. Тогда же он посвятил в рыцари нескольких молодых дворян, в том числе Фредерику Фернандеша, который первым вошёл в город во время штурма.

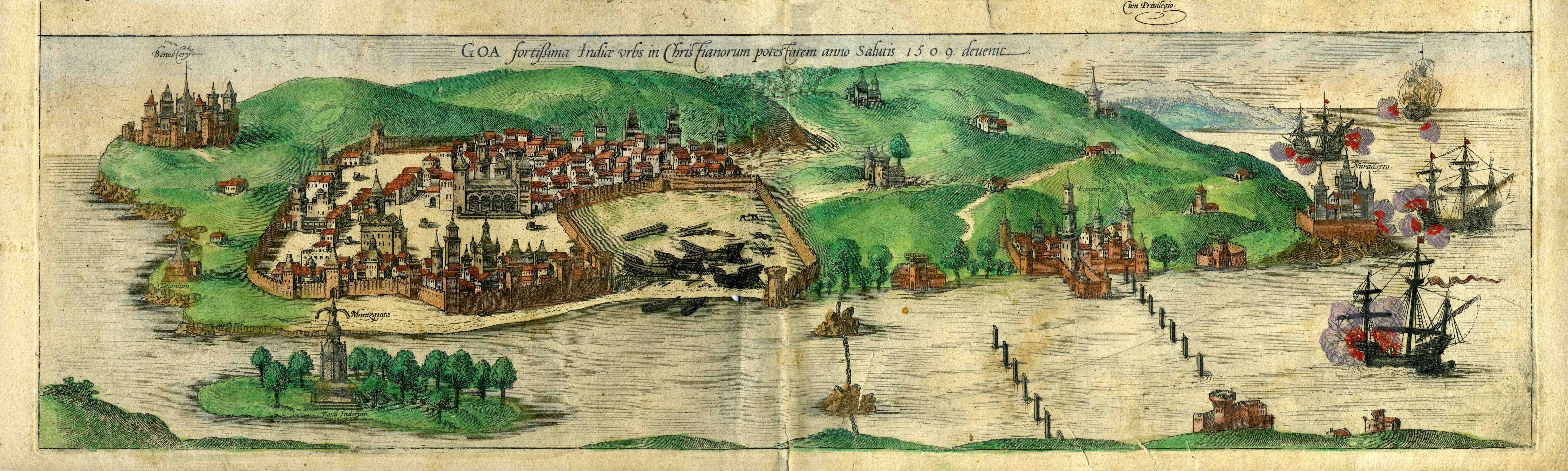
Гоа в 1509 году (l’Atlas de Braun et Hogenberg)

## Последствия

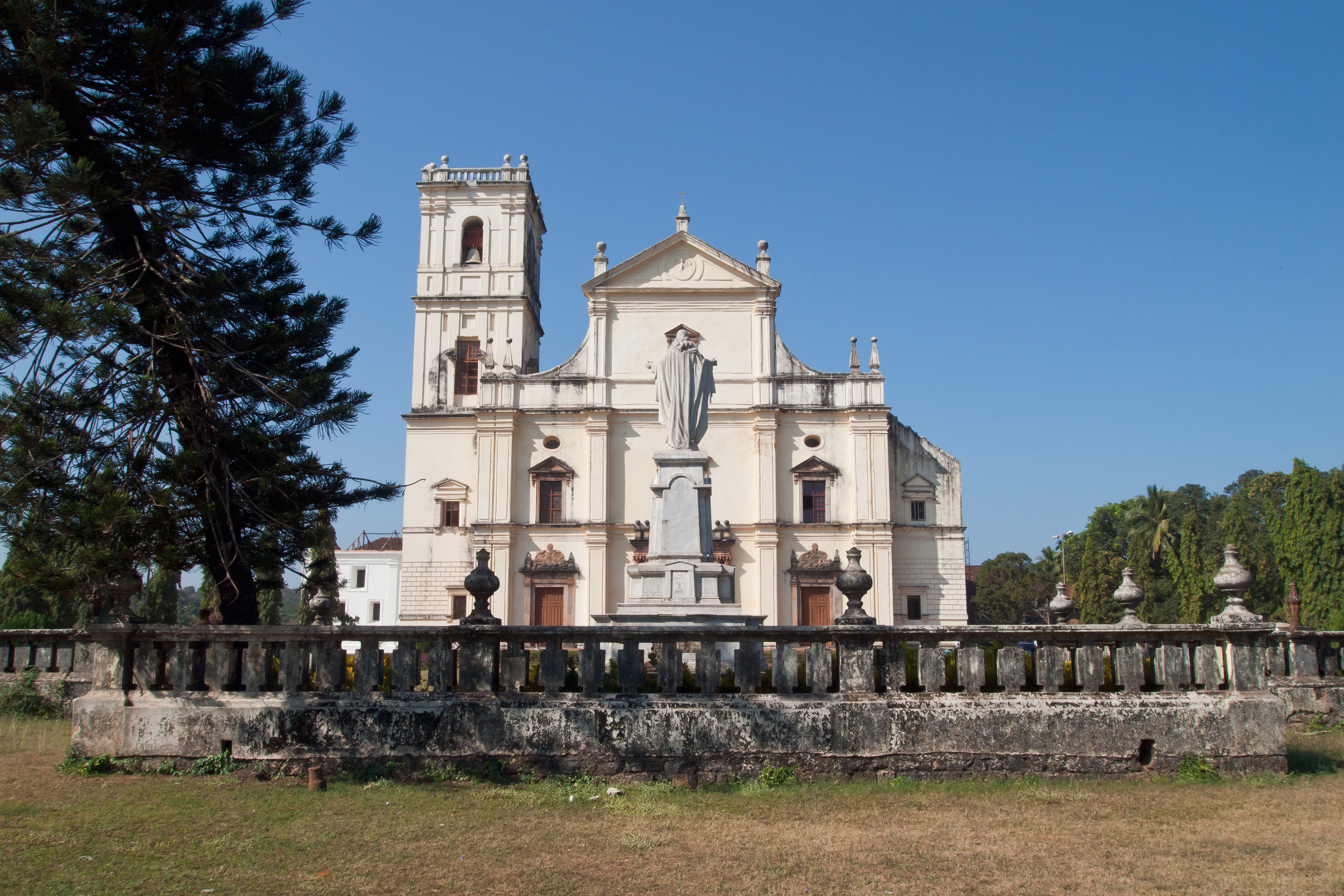
Собор Святой Екатерины в Гоа

Город был взят без приказа короля, и португальские капитаны выступали против этого. Король Мануэл I также был против захвата Гоа, однако совет фидалгу утвердил завоевание. Победа Албукерке под Гоа имела чрезвычайно важное историческое значение и стало одним из главных достижений в его карьере. Он дал Португалии новый политический и торговый центр, он показал индусам и мусульманам, что Португалия намерена обосноваться на малабарском берегу в качестве правящей силы, а не только в форме торгового представительства, как ранее арабы. Сражения за Гоа стали первыми сражениями европейцев в Индии, они открыли эпоху присутствия европейской армии на Индостане.
После Албукерке Гоа стал главным торговым городом на малабарском берегу, он стал резиденцией вице-королей и губернаторов Португальской Индии. Красота Гоа стала нарицательной, его называли «Золотым Гоа» и «Восточным Римом» и даже появилась поговорка: «Кто видел Гоа, тому не нужно видеть Лиссабон» (Quem viu Goa, escusa-se de ver Lisboa).

## В литературе
Завоевание Гоа упомянуто в поэме Камоэнса «Лузиады», которая была написана в Гоа около 1556 года:

И Гоа мы увидим покоренье,

И бегство мавров, в битве посрамленных,

И весь Восток пред вами в преклоненье

Застынет, новой верой увлеченный.

Сам победитель в трепетном волненье

К вам припадет, триумфом упоенный,

И варвар разобьет свои кумиры,

И дети Луза мир подарят миру.